# Sinfonía n.º 82 (Haydn)

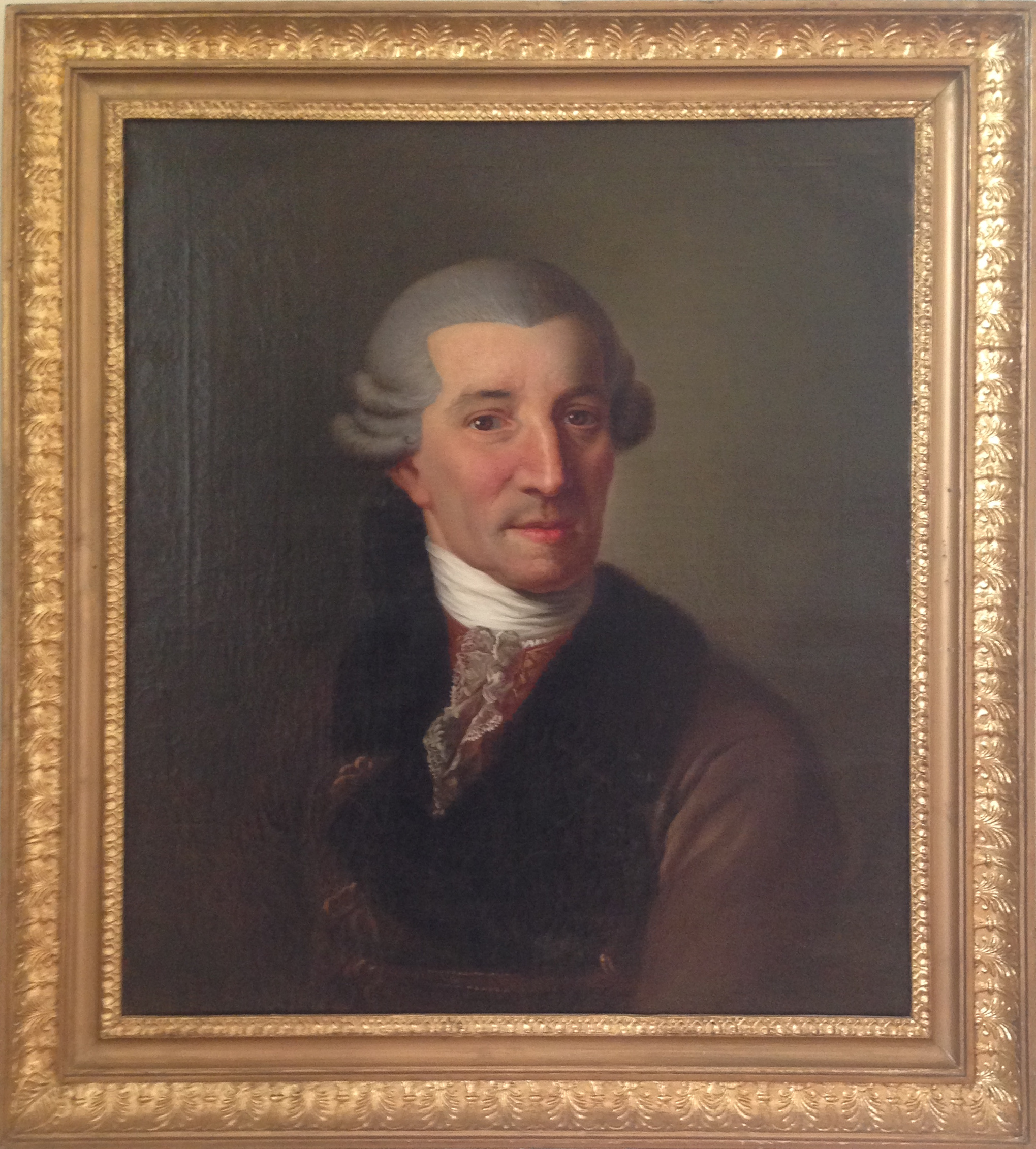
Haydn en 1785.

La Sinfonía n.º 82 en do mayor, Hob. I:82, también conocida como El oso o en francés L’Ours, fue compuesta por Joseph Haydn en 1786. Es la primera de las denominadas Sinfonías de París (n.º 82 a 87).

## Historia

### Composición

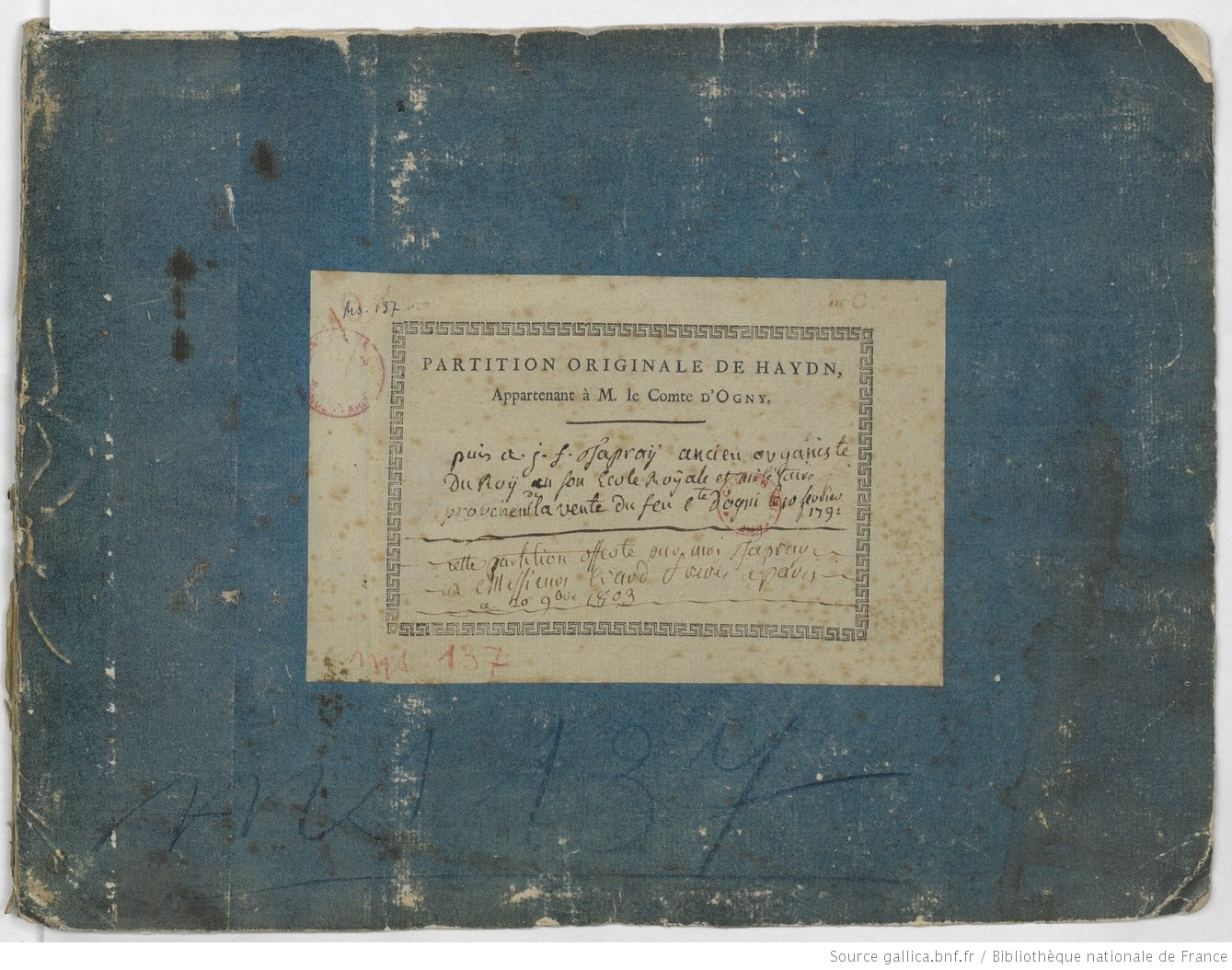
Portada del manuscrito autógrafo de esta sinfonía.

La producción sinfónica del maestro austríaco puede dividirse a grandes rasgos en tres bloques temporales: el primer bloque (1757-1761) se corresponde con su periodo al servicio del conde Carl von Morzin (n.º 1 - n.º 5); el segundo bloque en la corte Esterházy (1761-1790 pero con la última sinfonía para el público de Esterházy en 1781); y el tercer bloque (1782-1795) comprende las Sinfonías de París (n.º 82 - n.º 87) y las Sinfonías de Londres (n.º 93 - n.º 104). El 1 de mayo de 1761 el compositor firmó su contrato como vice-kapellmeister (más tarde kapellmeister) de la familia Esterházy, que nominalmente duró 48 años, hasta su muerte.
La composición de esta pieza se desarrolló en 1786. Se conserva la partitura manuscrita autógrafa que actualmente se encuentra en la Biblioteca Nacional de Francia. El Concert de la Loge Olympique (Concierto de la Logia Olímpica) era una sociedad musical parisina, de ahí el nombre del conjunto Sinfonías de París. Su ciclo de conciertos fue instituido en 1780 y se contaba entre los más prestigiosos de Francia. María Antonieta asistía en ocasiones, al igual que varios funcionarios de la corte de Versalles. En 1784 el Consejo de administración del Concert de la Loge Olympique pidió a Haydn que escribiera seis sinfonías para su ciclo. Era el primer encargo extranjero recibido por el compositor, que había pasado la mayor parte de su vida profesional al servicio de los Esterházy. Entre 1784 y 1786 el maestro austríaco compuso las seis Sinfonías de París (n.º 82 - 87).

Este conjunto marca un punto de inflexión en la carrera del compositor. En aquel momento Haydn experimentaba una especie de monotonía compositiva en sus creaciones para la corte de Esterházy, mientras que las consideraciones comerciales le dificultaban experimentar en las obras que escribía a instancias de los editores. No es difícil entender por qué el compositor aceptó el encargo de estas sinfonías. Le dieron la oportunidad de estirar sus alas musicales, experimentar para crear algo personal y original a una escala mucho mayor que llegaría a un público más amplio que las obras destinadas a los Esterházy. La n.º 82, a pesar de su numeración como la primera de las seis, fue de hecho la última en escribirse dado que se completó en 1786.

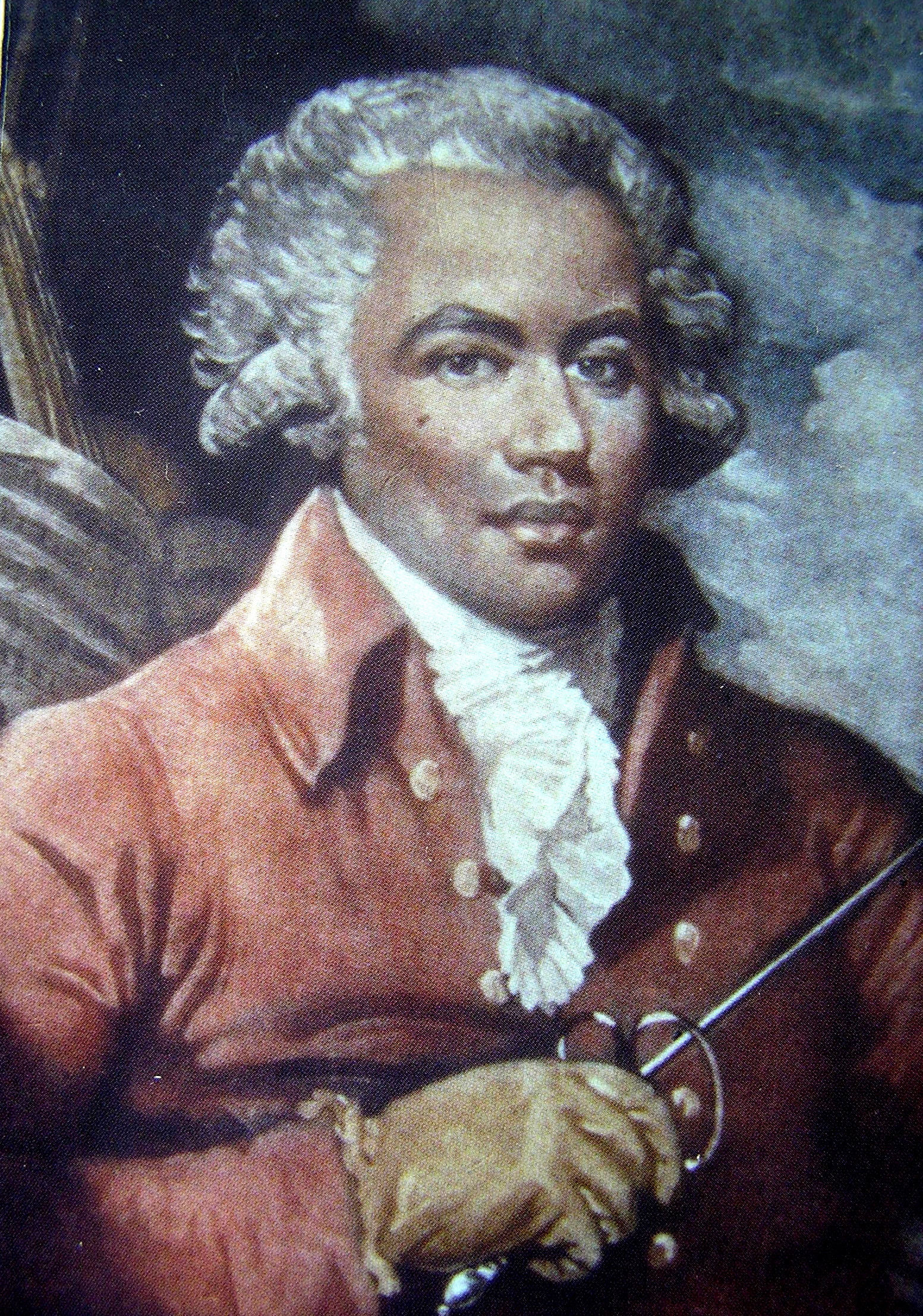
Joseph Boulogne, director del estreno.

El sobrenombre El oso o L'Ours, como los de otras sinfonías de Haydn, no proviene del propio compositor. Surge de una característica que aparece en el Finale (incluyendo su famoso inicio), en el que imita el estilo de las gaitas: un pedal grave mantenido, acentuado con una nota de gracia en el pulso fuerte del compás. Esta curiosa sonoridad hizo que en 1829 surgiera un arreglo para piano titulado "Danse de l'Ours" (Danza del oso), la primera aparición impresa conocida del sobrenombre. Es una referencia a la música que se empleaba para acompañar a un oso bailarín, una forma popular de entretenimiento callejero.

### Estreno y publicación
El estreno se celebró en 1787 en París con la interpretación del Concert de la Loge Olympique, dirigida por el célebre músico mulato, Joseph Boulogne, Chevalier de Saint-Georges.
La primera edición fue llevada a cabo en diciembre de 1787 por la editorial Artaria en Viena. Se publicó como la número 1 bajo la denominación 3 Symphonies, Op. 51. Haydn solicitó a su editor vienés, Artaria & Co., que publicara las obras en el siguiente orden: 87, 85, 83, 84, 86 y 82. Pero su deseo no fue concedido, ya que la edición parisina de 1788 las coloca en el orden que conocemos en la actualidad.

## Instrumentación
La partitura está escrita para una orquesta formada por:
- Viento madera: 1 flauta, 2 oboes y 2 fagotes.
- Viento metal: 2 trompas (en do alto) y/o 2 trompetas.
- Percusión: timbales.
- Cuerda: una sección de cuerdas con 2 violines, viola, violonchelo y contrabajo.

Las Sinfonías de París se crearon para la gran orquesta de la Loge Olympique, que fue el mayor conjunto orquestal que Haydn tuvo jamás a su disposición. Incluía una gran sección de cuerdas de hasta 40 violines y diez contrabajos. Además contaba con refuerzos para las partes de las maderas con hasta cuatro efectivos de cada viento madera. En las seis sinfonías de esta serie, a excepción de la n.º 87, la mayor "prominencia [es] conferida a los instrumentos de viento madera". Las Sinfonías n.º 82 y 86 son las únicas de la colección que amplían el conjunto orquestal con trompetas y timbales. Las primeras fuentes basadas en el manuscrito hacen que el número exacto de metales necesarios para la obra no sea seguro. Sin embargo, habitualmente, se interpreta tanto con trompas como trompetas.
En cuanto a la participación del clavecín como bajo continuo en las sinfonías de Haydn existen diversas opiniones entre los estudiosos: James Webster se sitúa en contra; Hartmut Haenchen a favor; Jamie James en su artículo para The New York Times presenta diferentes posiciones por parte de Roy Goodman, Christopher Hogwood, H. C. Robbins Landon y James Webster. A partir de 2019 la mayor parte de las orquestas con instrumentos modernos no utiliza el clavecín como continuo. No obstante, existen grabaciones con clavecín en el bajo continuo realizadas por: Trevor Pinnock (Sturm und Drang Symphonies, Archiv, 1989-1990); Nikolaus Harnoncourt (n.º 6–8, Das Alte Werk, 1990); Sigiswald Kuijken (incluidas las Sinfonías de París y Londres; Virgin, 1988-1995); Roy Goodman (Ej. n.º 1-25, 70-78, 82-87; Hyperion, 2002).

## Estructura y análisis
La sinfonía consta de cuatro movimientos:
- I. Vivace assai, en do mayor 3
4
- II. Allegretto, en fa mayor 2
4
- III. Menuet – Trio, en do mayor 3
4
- IV. Finale. Vivace, en do mayor 2
4

La interpretación de esta obra dura aproximadamente 25 minutos.

### I.Vivace assai
El primer movimiento, Vivace assai, está escrito en la tonalidad de do mayor, en compás de 3/4 y sigue la forma sonata. Alterna entre el ambiente festivo y extrovertido de su tema de apertura, y el tono más reflexivo y elegante del segundo tema, que hace su primera aparición en las cuerdas sobre un tranquilo bordón del fagot. La sección de desarrollo y la recapitulación son particularmente inventivas, incluso para los altos estándares de este periodo de la carrera de Haydn.

### II.Allegretto
El segundo movimiento, Allegretto, está en fa mayor y en compás de 2/4. No es un verdadero movimiento lento, ya que la indicación de tempo Allegretto es más rápida de lo habitual. Se trata de un tema con variaciones basado en un tema en dos partes, la primera fluida, la segunda con un matiz de agitación.

### III.Menuet– Trio
El tercer movimiento, Menuet – Trio, está en do mayor y en compás de 3/4. Se abre y se cierra con pompa y ceremonia. El trío es de carácter juguetón y grácil. En él destaca una colorida escritura para el viento madera.

### IV.Finale.Vivace
El cuarto y último movimiento, Finale. Vivace, retoma la tonalidad inicial, el compás es 2/4 y responde a la forma sonata. El Finale es el que proporciona a esta obra su apodo El oso, ya que incorpora una melodía rústica tocada sobre un cómico zumbido, que sugería a sus primeros oyentes el sonido de las gaitas y los osos bailarines que retozaban a su son en las ferias de los pueblos. Haydn pasa de estos sonidos rústicos a un emocionante desarrollo contrapuntístico que conduce a un falso cierre, dándole la oportunidad de un último y emocionante impulso hacia la verdadera conclusión.